# التليلة
التليلة بلدة لبنانية تقع في محافظة بعلبك الهرمل في قضاء بعلبك بالقرب من قرية طاريا.

## جغرافيا
تقع بلدة التليلة على طريق وشارع طويل تلفه المنازل ومعروف بطريق التليلة يحدها من الشمال بلدة النبي رشادة ومن الجنوب والشرق بلدة طاريا ومن الغرب بلدة حدث بعلبك.

## أهم معالمها
مفرق التليلة التجاري الذي يأتي إليه الناس من 8 قرى مجاورة.